# 나이브스 아웃: 웨이크 업 데드 맨
《나이브스 아웃: 웨이크 업 데드 맨》(영어: Wake Up Dead Man: A Knives Out Mystery)은 2025년 공개 예정인 미국의 미스터리 영화이다. 라이언 존슨이 감독과 각본을 맡았으며, 영화 《나이브스 아웃》 시리즈의 세 번째 작품이다.

## 출연진
- 대니얼 크레이그 - 브누아 블랑
- 조시 오코너 - 저드 듀플렌티시
- 글렌 클로즈 - 마사 들라크루아
- 조시 브롤린 - 제퍼슨 윅스
- 밀라 쿠니스 - 제럴딘 스콧
- 제러미 레너 - 냇 샤프
- 케리 워싱턴 - 베라 드레이븐
- 앤드루 스콧 - 리 로스
- 케일리 스페이니 - 시몬 비베인
- 대릴 매코맥 - 사이 드레이븐
- 토머스 헤이든 처치 - 샘슨 홀트